# Streblosoma persica
Streblosoma persica är en ringmaskart som först beskrevs av Fauvel 1908.  Streblosoma persica ingår i släktet Streblosoma och familjen Terebellidae. Inga underarter finns listade i Catalogue of Life.